# Сербин, Павел Георгиевич
Па́вел Гео́ргиевич Се́рбин (род. 11 апреля 1978 года, Москва) — российский виолончелист , гамбист,  дирижёр.

## Биография
Окончил Московскую среднюю специальную школу имени Гнесиных (1996), был концертмейстером группы виолончелей в оркестре «Гнесинские виртуозы». Затем окончил Московскую консерваторию (2001, класс проф. Д. Миллера) и её аспирантуру (2004, класс проф. А. Рудина), одновременно занимался в Королевской консерватории в Гааге у Виланда Кёйкена (виола да гамба) и Япа тер Линдена (барочная виолончель). Участвовал в мастер-классах Аннера Билсмы, Райнера Ципперлинга и Кристофа Куэна.
Играл в составе нескольких камерных ансамблей. В дуэте «A La Russe» (с клавесинисткой и хаммер-клавиристкой Ольгой Мартыновой) завоевал первую премию конкурса исполнителей старинной музыки Premio Bonporti (2000, Италия) и вторую премию конкурса имени Вассенара (2000, Нидерланды). С 2003 года по 2023 — художественный руководитель оркестра старинной музыки «Pratum Integrum». С 2003 по 2017  преподаватель Московской консерватории по классу барочной виолончели. C 2010 года — соло-виолончелист баварского оркестра Hofcapella Munchen и венского оркестра Wiener Akademie.